# 3073 Курськ
3073 Курськ (3073 Kursk) — астероїд головного поясу, відкритий 24 вересня 1979 року.
Тіссеранів параметр щодо Юпітера — 3,616.